# Yokolo
Yokolo (en georgiano: ჯოყოლო; en checheno: Джуокьал юрт, romanizado: Dzhuokal Yurt) es un pueblo del noreste de Georgia, ubicado en el noroeste de la región de Kajetia y parte del municipio de Ajmeta.

## Geografía
Yokolo está situado a orillas del río Alazani en la garganta de Pankisi, a 16 km de Ajmeta y 29 km de Telavi. La reserva natural estricta de Batsara se encuentra cerca del lugar.

## Historia
El pueblo fue fundado por un checheno llamado Dzhokola (o mejor transcrito en castellano, Yokola).

## Demografía
La evolución demográfica de Yokolo entre 2002 y 2014 fue la siguiente:
| 1228                                            | 737 |
| (Fuente: Population of Georgia in Soviet times) |     |

Según el censo de 2014, los kist constituían el 93,6% de la población local; y los georgianos, el 3,8%.

## Infraestructura

### Arquitectura, monumentos y lugares de interés
Hay dos mezquitas en el pueblo, una sufí y otra salafista, y también hay una iglesia cerca de la mezquita.  